# Sítio do Quinto
Sítio do Quinto is een gemeente in de Braziliaanse deelstaat Bahia. De gemeente telt 13.811 inwoners (schatting 2009).